# Transport House

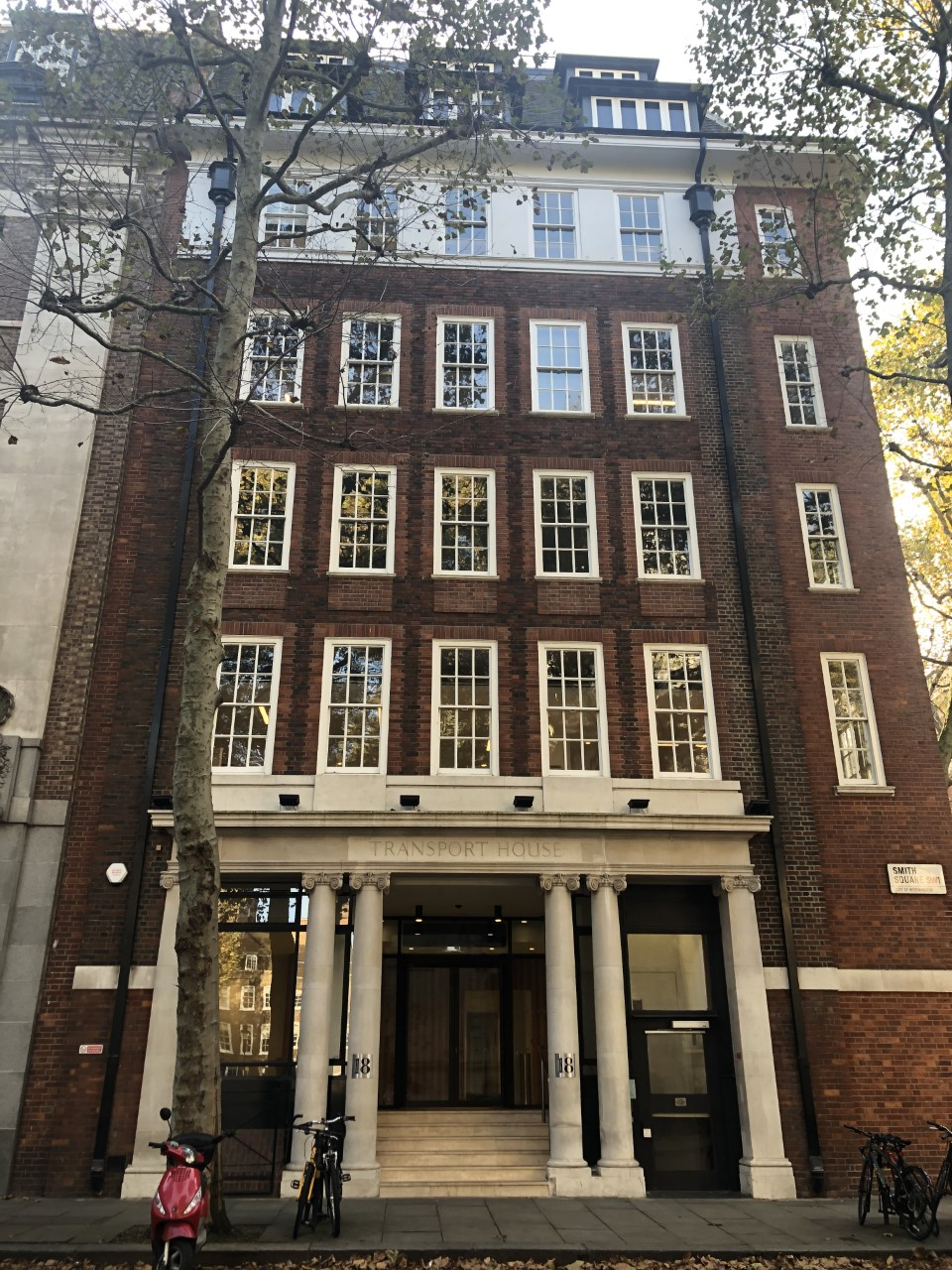
Transport House

Transport House war die Bezeichnung für ein in London an Smith Square und Dean Bradley Street gelegenes Gebäude während seiner Nutzung im 20. Jahrhundert durch diverse britische Gewerkschaften und die Labour Party, der es als Hauptquartier diente.
Namensgeber war von 1928 an die Transport and General Workers’ Union (T&G, Transportarbeitergewerkschaft), für die umgekehrt „Transport House“ zum Metonym wurde, ebenso wie für die Labour-Parteizentrale bis 1980. Galt es 1953 für Prinz Philip als Mitglied des britischen Königshauses den Gewerkschaften einen Besuch abzustatten, war Transport House der hierfür gewählte Ort.
In der deutschen Nachkriegsgeschichte hatte das Haus eine gewisse Bedeutung, als im Frühjahr 1948 dort die deutsche Sprache als internationale Konferenzsprache durch die Beiträge zweier Gewerkschafter beim Treffen der „Arbeiterorganisationen aller Marshall-Plan-Länder“ wieder anerkannt wurde. Aufs Zuhören beschränkt hatten sich wenige Wochen zuvor noch drei SPD-Mitglieder, die im Transport House erstmals seit 15 Jahren „als Vertreter einer legalen deutschen Partei an einer internationalen Konferenz“ teilgenommen hatten.
Kritische Erwähnung fand das Hauptquartier der Labour Party in der deutschen Presse im Herbst 1964, als in einem Artikel über die großen britischen Parteien zuerst die Konservativen gelobt wurden, denn „ihr Central Office am Londoner Smith Square unterscheidet sich von dem wenige Schritte gegenüberliegenden Transport House der Labour Party wie ein teures Ausstattungsgeschäft von einem Laden für Gelegenheitskäufe, in dem man über allerlei Gerümpel stolpert, darunter die Überreste eines klassenkämpferischen Sozialismus.“
Dreißig Jahre nach der Aufgabe von Transport House als Labour-Zentrale wirkte immer noch die Funktion als Metonym. Wollten die Konservativen ihrem politischen Gegner einen Rückfall in den Geist einer sozialistischen Nostalgie der 1970er Jahre vorwerfen, taten sie dies mit dem Ausruf: „Willkommen in Transport House!“